# Zaberež
Zaberež (v letech 1946 až 2016 Žovtneve) ukrajinsky Забереж (do roku 2016  Жовтневе), maďarsky Zsovtneve, dříve Szokirnica, je osada v Drahovské územní komunitě (hromadě), v okrese Chust v Zakarpatské oblasti Ukrajiny. V roce 2001 zde žilo 722 obyvatel.

## Historie
První písemná zmínka pochází z roku 1865, kdy ves byla uvedena pod názvem Szokernicza. Její název je odvozen od názvu potoka Szokirnica, a to buď přímo, nebo podle názvu vinice. Oficiální jméno bylo změněno na  Žovtneve  v roce 1946 na památku říjnové  revoluce. V roce 2016 byla v rámci dekomunizace probíhající na Ukrajině pojmenována Zaberež, což pochází ze slova pobřežní. Dříve to byla vilová čtvrť na okraji Drahova a do roku 2020 k němu patřila i administrativně, pak se stala částí obce Drahovo.